# Demonstrationen in Myanmar 2007

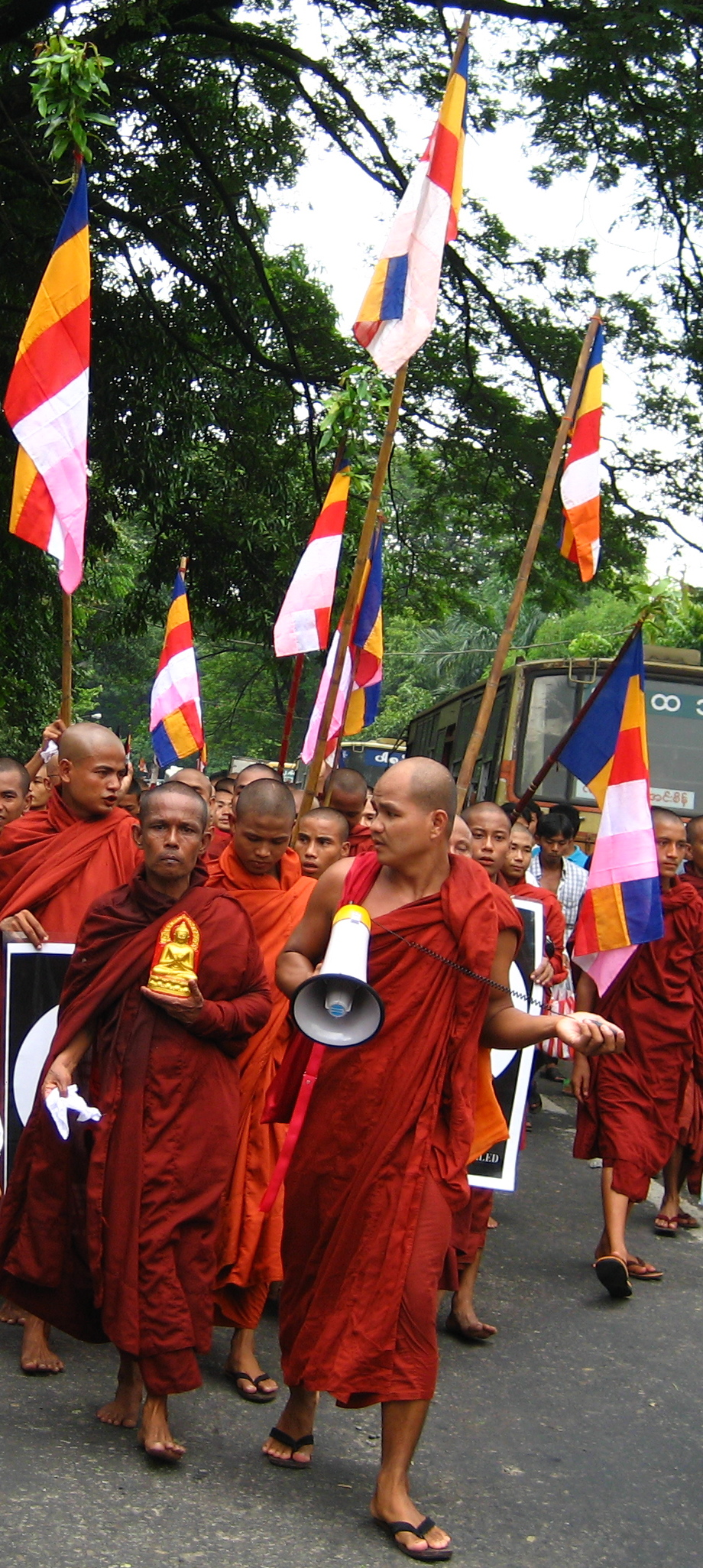
Ein Zug demonstrierender Mönche in Rangun. Manche schwenken die Internationale Buddhistische Flagge.

Die Demonstrationen in Myanmar begannen am 19. August 2007. Sie richteten sich zu Beginn gegen drastische Preiserhöhungen und weiteten sich bald zum Protest gegen die seit 1962 herrschende Militärdiktatur aus. Geführt wurden die Proteste von buddhistischen Mönchen (Bhikkhu) und Nonnen (Bhikkhuni), denen sich bald Zehntausende weitere Zivilisten anschlossen. Weltweite Aufmerksamkeit erlangte die Bewegung durch ihre gewaltsame Niederschlagung mehr als einen Monat später, bei der auch Gewalt gegen Mönche verübt wurde. Die Angabe der Anzahl der getöteten Mönche und Demonstranten schwankt zwischen zehn Personen (Junta) und mehreren Tausend (Abtrünnige der Junta).
Von internationalen Medien wurde für die Vorgänge – in Anlehnung an andere sogenannte Farbrevolutionen – die Bezeichnung Safran-Revolution (englisch: Saffron Revolution) geprägt, obwohl die Roben der Mönche in Myanmar traditionell karminrot sind.

## Verlauf

### Preiserhöhungen und erste Proteste

Karte von Myanmar

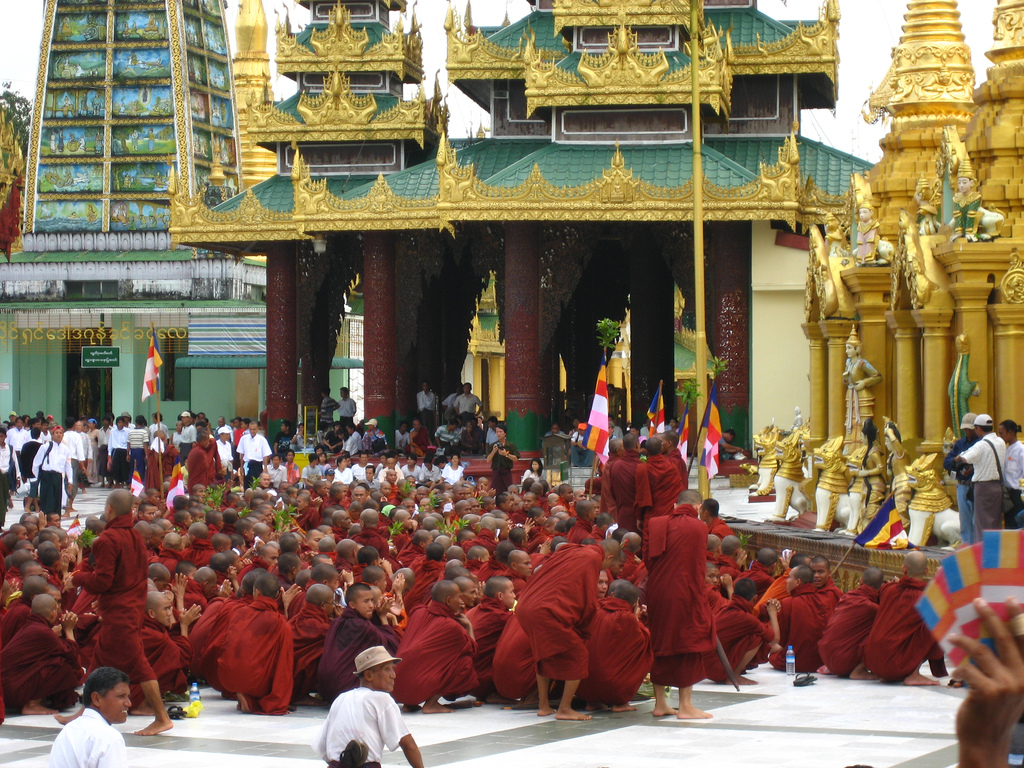
Protestierende Mönche am 24. September in der Shwedagon-Pagode.

Am 15. August 2007 erhöhte die Regierungspartei Staatsrat für Frieden und Entwicklung (SPDC) die stark subventionierten Treibstoffpreise. Diese stiegen daraufhin um 66 bis 100 Prozent, komprimiertes Erdgas kostete plötzlich das Fünffache des vorherigen Preises.
Aus Protest gegen die verschlechterten Lebensverhältnisse formierte sich am 19. August 2007 ein Menschenzug durch Myanmars größte Stadt Rangun. Organisatoren waren die Studenten der '88er-Generation, eine Gruppierung von Menschenrechtsaktivisten, welche bereits 1988 einen Volksaufstand für Demokratie veranlasst hatte. Mehr als 400 Menschen nahmen an den Kundgebungen teil, die sich über drei Tage hin zogen. Die Regierung griff am 21. August ein und versuchte offensichtlich, durch gezielte Festnahmen einen größeren Volksaufstand zu verhindern. Neben gewöhnlichen Demonstranten wurden auch viele politische Gegner des Regimes und ein Großteil der Anführer der Studenten der '88er-Generation verhaftet, meist jedoch nach einem Tag wieder freigelassen.
Am 3. September 2007 verabschiedete die Nationalversammlung Myanmars eine neue Verfassung und gab an, die Demonstranten hätten durch ihre Handlungen versucht, den Abschluss der Verfassung zu verzögern und den von der Regierung aufgestellten Strategieplan zur Demokratie zu stören. Die Regierung beschuldigte die Protestierenden der „Sabotage der Nationalversammlung und des Versuchs, […] den Kontakt zu ausländischen terroristischen Organisationen zu suchen, um zerstörerische Handlungen durchzuführen.“ Insgesamt habe es 15 Verhaftungen zwecks Befragungen gegeben, ließ die Militärjunta verlauten.
Trotz des anhaltend harten Durchgreifens von Sicherheitskräften und Milizen gingen die Proteste weiter und dehnten sich in den folgenden zwei Wochen auf weitere Städte aus.

### Mönche treten den Protesten bei
Am 5. September 2007 demonstrierte erstmals eine Gruppe von annähernd 600 Mönchen in der Stadt Pakokku in der Magwe-Division gegen die schlechten Lebensverhältnisse. Durch die im Zuge der Preiserhöhungen gestiegenen Lebenserhaltungskosten waren die Almosen, die buddhistische Mönche von der Bevölkerung erhalten, ebenfalls spärlicher geworden. Tausende Zuschauer verfolgten den Protestzug und bejubelten die Mönche. Das Militär griff ebenfalls erstmals selbst in die Geschehnisse ein und feuerte mehrere Warnschüsse ab. Schließlich kam es zu zum Teil brutalen Übergriffen des Militärs. Mönche und Zivilisten wurden mit Bambusstöcken geschlagen, gefesselt und inhaftiert, um die Demonstration aufzulösen.
Am darauffolgenden Tag setzten Mönche des Maha-Visutarama-Klosters (auch Mahavithutarama-Kloster) in Pakokku vorübergehend eine Gruppe von etwa zwanzig Regierungsbeamten fest und steckten vier ihrer Fahrzeuge in Brand. Die Beamten, darunter der Vorsitzende des Peace and Development Council für Pakkoku und ein Vertreter von Magwes Abteilung für Religiöse Angelegenheiten, waren angeblich geschickt worden, um sich für die gewalttätigen Übergriffe des Vortags zu entschuldigen. Verschiedene Quellen besagen, dass die Gruppe am Nachmittag desselben Tags entweder auf Bitten des Klostervorstehers freigelassen wurde oder selbstständig durch eine Hintertür entkommen sei. In der Nacht verwüsteten aufgebrachte Mönche ein Wohn- und ein Geschäftshaus von Regierungsanhängern. Ein Angebot des Staats auf finanzielle Wiedergutmachung wiesen die Mönche in Pakokku am 9. September zurück. Sie beklagten stattdessen die bewusst falsche Darstellung der Vorfälle des 5. September in den Medien und verlangten eine förmliche Entschuldigung der Regierung. In der Staatszeitung The New Light of Myanmar, welche täglich vom Informationsministerium der Regierung herausgegeben wird, hatte es unter anderem geheißen, die Mönche hätten sich den Anweisungen der Behörden und eines religiösen Führers grob widersetzt. Die Soldaten hätten darin eine Gefahr für die umstehenden Passanten gesehen und die Mönche erst durch drei Warnschüsse zerstreuen können. Von den Verhaftungen und Übergriffen wurde nicht berichtet.
Eine Gruppierung mit dem Namen All Burma Monks’ Alliance (Allianz aller birmanischer Mönche) forderte am 12. September das Militärregime ultimativ auf, bis zum 17. September eine Entschuldigung für das Vorgehen gegen die Mönche in Pakokku abzugeben. Anderenfalls werde man von Militärangehörigen keine Almosen mehr annehmen. Durch das Verteilen von Almosen versucht ein Buddhist, gutes Karma zu erzeugen, um irgendwann dem Zyklus der Wiedergeburt zu entrinnen und ins Nirwana zu gelangen. Im streng religiösen Myanmar ist die Verweigerung der Almosenannahme daher eine ernst zu nehmende Drohung. Als bis zum 17. September die geforderte offizielle Entschuldigung der Militärregierung ausblieb, formierten sich über 700 Mönche in der Kleinstadt Kyaukpadaung zu einem neuerlichen Protestzug. Kyaukpadaung in der Mandalay-Division, unweit des Mount Popa, ist der Sitz von 40 buddhistischen Klöstern mit mehr als 1000 Mönchen. Dieser Protestzug markierte den Beginn einer Welle von Demonstrationen überall im Land.
Am 22. September gelang es einem Demonstrationszug von etwa 500 Mönchen in Rangun, nach Verhandlungen mit Sicherheitsbeamten zum Haus der Oppositionsführerin Aung San Suu Kyi vorzudringen. Der Zugang zu ihrem Anwesen war für gewöhnlich versperrt. Aung San Suu Kyi, die dort seit Ende Mai 2003 unter Hausarrest stand, erschien für einige Minuten am Tor des Anwesens und betete mit den Demonstranten.
Bis zum 24. September hatten sich die Proteste auf das ganze Land ausgeweitet. Während in der Stadt Shwebo in der Sagaing-Division noch Züge von rund hundert Mönchen durch die Straßen wanderten und Metta-Sutta rezitierten, verlangte die All Burma Monks’ Alliance nationale Aussöhnung, die Freilassung aller politischen Gefangenen und die Linderung des täglichen Elends. In Rangun gingen zwischen 100.000 und 130.000 Menschen auf die Straße. Viele Mönche riefen Studenten und Zivilisten dazu auf, an den Demonstrationen teilzunehmen. Birmanische Prominente und Oppositionelle sicherten den Protestanten ihre Hilfe zu. Essenspakete, Wasser und Medikamente wurden an die demonstrierenden Mönche verteilt. Während Vertreter verschiedener ethnischer Minderheiten ihre Unterstützung für die Mönche erklärten, war es für andere ein Kampf zwischen Bamar und Bamar, der sie selbst nicht betreffe. Aufgrund der Ausschreitungen schloss die Verwaltung Ranguns einige Mittel- und Oberschulen der Stadt. Die Sicherheitskräfte und das Militär hielten sich bislang zurück und ließen die Menschenmassen unbehelligt ziehen. Augenzeugen berichteten, es habe wenig bis gar keine Polizeipräsenz gegeben. Der aus dem Exil agierende Webdienst Mizzima News gab an, die Regierung habe versucht, die Demonstrationen mittels Tränengas aufzulösen. Durch den anhaltenden Regen an jenem Tag sei dieser Versuch jedoch erfolglos geblieben.

### Das Militär greift ein

Flagge der Nationalen Liga für Demokratie mit einem kämpfenden (manchmal auch als tanzend interpretierten) Pfau.

Durch die stark gestiegene Zahl der Demonstranten fürchtete die Regierung wohl den Kontrollverlust, weshalb sie am Abend des 24. September 2007 eine TV-Ausstrahlung in einem staatlichen Kanal veranlasste. Darin verurteilte der Religionsminister Brigadegeneral Thura Myint Maung die Proteste als Werk interner und externer Störenfriede. Das Militär werde die Angelegenheit selbst in die Hand nehmen, wenn sie nicht innerhalb der Sangha-Gemeinschaft beigelegt werden würde. Religiöse Führer des staatlich kontrollierten Sangha Maha Nayaka Committee (Koordinationskomitee für Mönche) verboten den Mönchen die Teilnahme an weiteren Protestaktionen.
Während die hohen buddhistischen Würdenträger regierungstreu blieben, trotzten die untergebenen Mönche und Novizen der Weisung. Obwohl die Regierung über Lautsprecherwagen davor gewarnt hatte, sich weiter an den Demonstrationen zu beteiligen, gingen am 25. September erneut bis zu 100.000 Menschen alleine in Rangun auf die Straße. Einige Demonstranten schwenkten die in Myanmar verbotene Flagge mit dem kämpfenden Pfau, dem traditionellen Symbol der studentischen Widerstandsbewegung. Die Nationalliga für Demokratie (NLD), die oppositionelle Partei von Aung San Suu Kyi, gab eine Erklärung heraus, in der sie die Demonstrationen unterstützte und die Machthaber zum Dialog aufforderte.
Das Militär zeigte zunehmend Präsenz. So wurden um das Rathaus Militärfahrzeuge postiert. Am Abend verhängte die Regierung eine nächtliche Ausgangssperre für die Städte Rangun und Mandalay von 21:00 bis 5:00 Uhr und erneuerte das seit langem bestehende Versammlungsverbot. Noch in derselben Nacht wurden zwei Prominente in ihren Häusern verhaftet: der selbsternannte Nationalist Amyotheryei Win Naing und der Schauspieler Zarganar. Beide hatten die protestierenden Mönche mit Lebensmittelgaben unterstützt.

### Die Eskalation in Rangun

#### 26. September

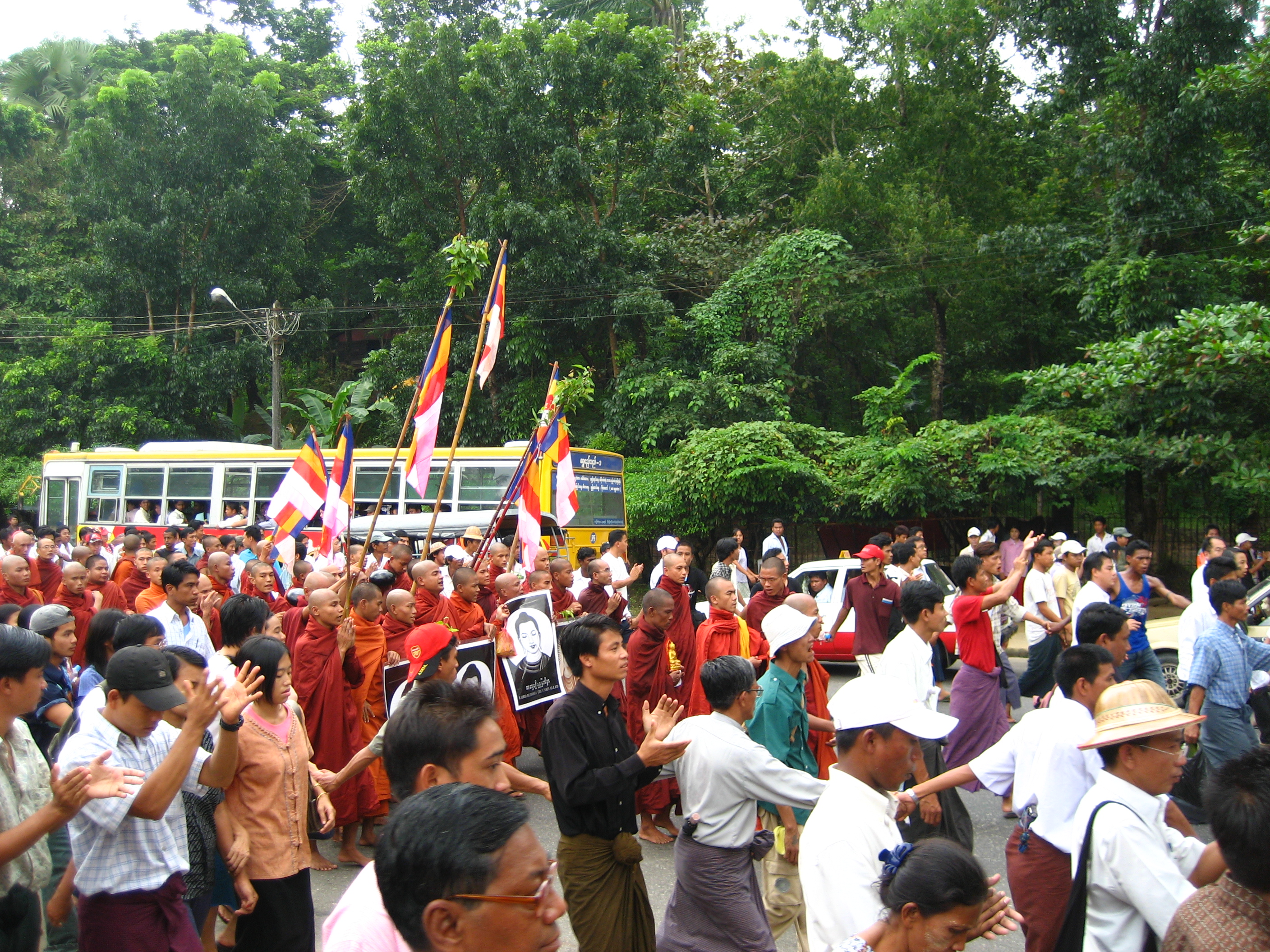
Ein Demonstrationszug aus Zivilisten und Mönchen in Rangun.

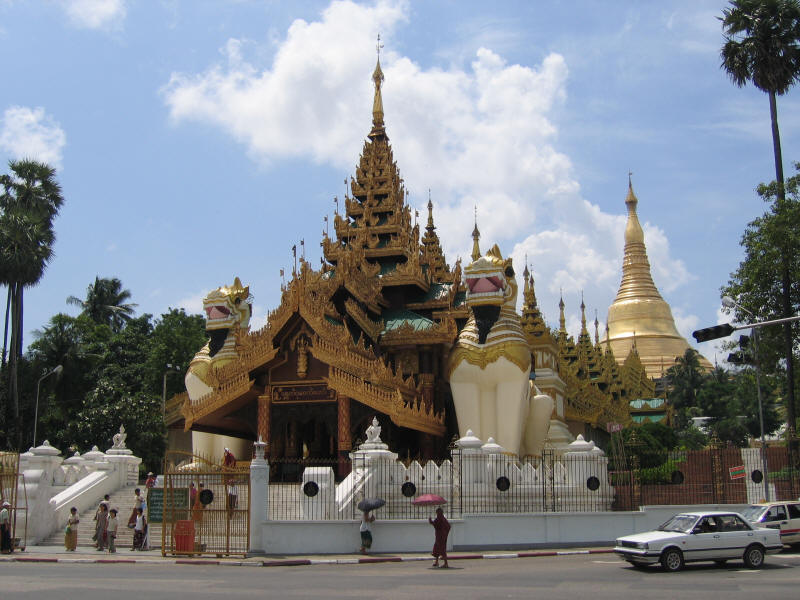
Der südliche Eingang zur Shwedagon-Pagode.

Am 26. September 2007 spitzte sich die Lage zu. Trotz der Warnungen widersetzten sich die Demonstranten dem Versammlungsverbot und gingen erneut zu Tausenden auf die Straße. Das Militär, die Polizei und mehrere zum Teil zivile Milizen-Truppen versuchten, die Proteste zu unterbinden. Die Hauptstraßen wurden mit Sperren aus Stacheldraht blockiert und die wichtigsten Versammlungsorte der Protestierenden vorsorglich abgeriegelt. Dabei entfachten die Sicherheitskräfte vielfach den Zorn der Bevölkerung, da sie religiös verehrte Orte wie die Shwedagon-Pagode mit Schuhen betraten und somit entweihten.
Ein Bericht des Verbands Human Rights Watch schildert anhand von Zeugenaussagen die Vorgänge im Zentrum Ranguns. An der Shwedagon-Pagode, am Thakin-Mya-Park und vor der Sule-Pagode hat es an diesem Tag am meisten Todesopfer und Verletzte gegeben.
Eine Gruppe von mehreren hundert Menschen, hauptsächlich aus Mönchen bestehend, versuchte am Vormittag in die abgesperrte Shwedagon-Pagode zu gelangen. Die Gruppe wurde von Soldaten und Polizisten auf einem der Treppenzugänge zur Pagode festgehalten und zwischen Stacheldrahtbarrikaden eingesperrt. Ein Mönch berichtete später, die Sicherheitskräfte hätten die Mönche dazu aufgefordert, in bereitstehende Militärfahrzeuge steigen, um zu ihren Klöstern zurückgebracht zu werden. Die Gruppe habe aber gefürchtet, inhaftiert zu werden, weshalb sie sich weigerte, diesem Befehl Folge zu leisten. Gegen Mittag hatte sich eine große Schar von Zivilisten und Studenten um die Gruppe im Zentrum der Barrikade versammelt, woraufhin das Militär Unterstützung anforderte. Die Menge reagierte ungehalten auf die Behandlung der Mönche, deren Bitten um Freilassung mit Verweis auf das Versammlungsverbot ungehört blieben. Einige Mönche sollen geschlagen worden sein, ehe sie sich auf den Boden setzten und Metta-Gebete rezitierten.
Kurz darauf eskalierte die Situation. Während Polizisten Studenten aus der Gruppe zogen, um sie abzuführen, sprangen einige Mönche auf, um über eine Mauer in ein benachbartes Kloster zu fliehen. Daraufhin begannen die Sicherheitskräfte, mit Bambusstöcken und Gummiknüppeln auf die betenden Menschen einzuschlagen. Die Menge hinter der Barrikade geriet in Aufruhr. Einige versuchten, die gefangenen Mönche zu unterstützen und warfen Steine auf die Polizisten. Viele gerieten in Panik und flohen, als die Soldaten Luftschüsse, Tränengas und Rauchbomben abfeuerten. In dem darauf folgenden Gemenge wurden zahlreiche Zivilisten und Mönche verhaftet oder bewusstlos geschlagen. Viele wurden auf Lastwagen verfrachtet und aus der Stadt befördert.
In der Nähe des Thakin-Mya-Parks und vor der Sule-Pagode kam es zu ähnlichen Ausschreitungen. Dort wurde jeweils am frühen Nachmittag ein Zug von mehreren hundert Mönchen und Zivilisten von Sicherheitskräften gestoppt. Dem Befehl, den Protestzug aufzulösen, kamen sie nicht nach. Nachdem das Militär und die Milizen die Frauen und Kinder hatten gehen lassen, drängte es die verbliebenen Menschen zusammen. Es kam zu Auseinandersetzungen und Steinwürfen, auf welche die Soldaten ohne Vorwarnung mit Schüssen reagierten. Auch hier wurden viele Menschen verhaftet. In den Städten Mandalay und Akjab kam es ebenfalls zu Demonstrationen. Trotz des Bekanntwerdens der brutalen Übergriffe und patrouillierender Soldaten stoppten die Proteste in den Straßen Ranguns bis zum Abend nicht.
Die genaue Zahl der Toten und Verletzten an diesem Tag bleibt unklar. Nach Angaben der Staatszeitung Myanmars soll es lediglich ein Todesopfer und elf Verletzte gegeben haben, darunter drei Demonstranten und acht Polizisten. Die Nachrichtenagentur Agence France-Presse (AFP) berichtete unter Berufung auf offizielle Stellen von drei Toten, und der oppositionelle Rundfunksender Democratic Voice of Burma gab an, laut Augenzeugenberichten seien acht Menschen erschossen und etwa hundertfünfzig verletzt worden.
Auf Betreiben von Großbritannien und Frankreich wurde der Weltsicherheitsrat am Rande der UN-Vollversammlung zu einer Dringlichkeitssitzung einberufen. Eine förmliche Verurteilung der Militärhandlungen sowie schärfere Sanktionen gegen Myanmar scheiterten jedoch am Veto seines engsten Verbündeten China. Das Gremium gab lediglich eine Erklärung heraus, in der die Junta in ihrem Regierungssitz Naypyidaw zur Zusammenarbeit aufgefordert wurde. Ein Sondergesandter des UN-Generalsekretärs Ban Ki-moon wurde beauftragt, in das Land zu reisen und Bericht zu erstatten. Die Regierung Myanmars wurde angehalten, diesem schnellstmöglich die Einreise sowie ein Treffen mit oppositionellen politischen Führern zu gewähren.

#### 27. September
In der Nacht zum 27. September 2007 durchsuchten Militärs mindestens neun buddhistische Klöster in Rangun und weitere im Nordosten des Landes. Hunderte Mönche, zumeist mutmaßliche Anführer der Proteste am Vortag, sind unter Schlägen festgenommen worden. Es soll zu Plünderungen gekommen sein. Mehrere Oppositionspolitiker wurden ebenfalls verhaftet, darunter der Sprecher der NLD, Myint Thein. Wichtige Zufahrtsstraßen und die Sule-Pagode im Zentrum, traditionell das Ziel der bisherigen Proteste, wurden mit Stacheldrahtbarrieren blockiert. Das Militär stockte seine Einheiten auf und Regierungsbeamte wurden dazu aufgefordert, das Büro während des Tages nicht zu verlassen. Ein Großteil der privaten Büros, Geschäfte und Schulen blieben geschlossen. Auch die öffentlichen Buslinien fuhren an diesem Tag deutlich seltener, berichteten Anwohner.
Trotz der Erfahrungen des Vortags gingen die Menschen erneut auf die Straße. Die genaue Zahl der Protestierenden schwankt zwischen 70.000 und 200.000 und ist nur schwer zu schätzen. Überall in Rangun kam es zu Auseinandersetzungen zwischen Soldaten und Protestierenden, unter ihnen nur noch eine Handvoll Mönche. Größere Versammlung, wie die 40.000 Menschen rund um die Sule-Pagode, wurden durch das Militär aufgelöst. Per Lautsprecher warnten Soldaten die Protestierenden, sie hätten den Befehl, auf jede Person zu schießen, die sich dem Versammlungsverbot widersetze. Einige Demonstranten ignorierten die Weisungen und provozierten die Soldaten mit Stein- und Flaschenwürfen. Wie am Vortag gab es neben zahlreichen Festnahmen auch gezielte Schüsse auf Demonstranten.
In Mandalay, der zweitgrößten Stadt des Landes, kam es zu ähnlichen Ausschreitungen. Sicherheitskräfte riegelten Klöster und Pagoden ab. Mönche wurden entweder eingesperrt oder gebeten, nicht auf die Straße zu gehen. Auch hier wurden zahlreiche Protestierende geschlagen und festgenommen. Allerdings sei es zu keinen Todesfällen gekommen.
Nach offiziellen Angaben der Regierung starben an diesem Tag in Rangun neun Personen. Hinzu kämen elf verletzte Demonstranten und einunddreißig verwundete Soldaten. Human Rights Watch konnte durch spätere Zeugenberichte den Tod von sieben Personen bestätigen, Dissidenten sprachen von bis zu zweihundert Toten. Unter den Opfern war diesmal ein Ausländer: der 50 Jahre alte Japaner Kenji Nagai war vermutlich von einem Querschläger getroffen und tödlich verletzt worden. Laut der Zeitung The New Light of Myanmar sei er während der Aufstände als Fotojournalist tätig gewesen, obwohl er bei der Einreise nur ein Touristen-Visum beantragt habe. „Seit dem Beginn der Proteste wurde keinem einzigen ausländischen Journalisten ein Einreisevisum erteilt“, berichtete der Tagesspiegel einige Tage zuvor.

#### 28. September

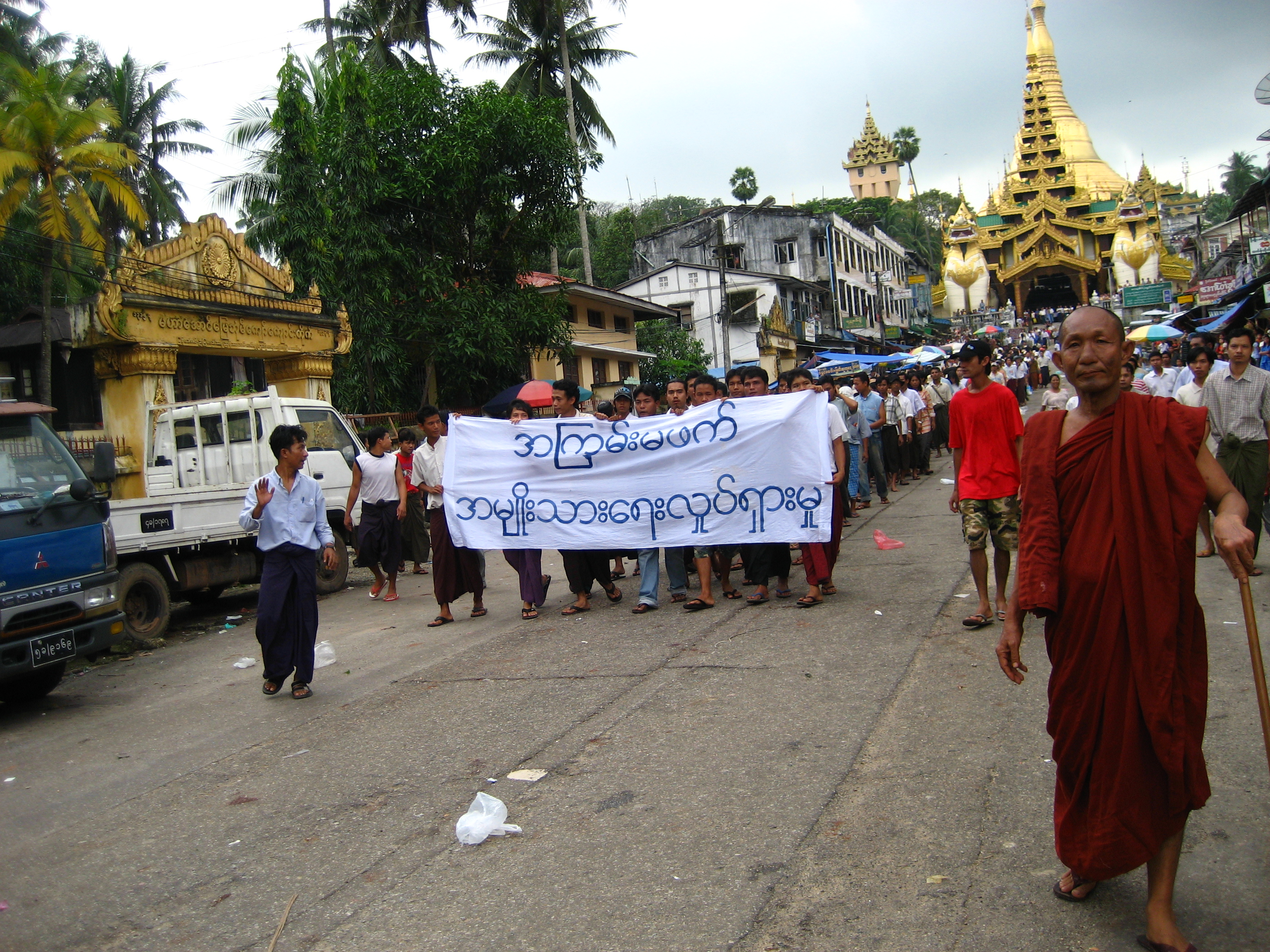
Protestzug in Rangun noch vor dem 27. September. „Gewaltfreiheit. Nationale Bewegung.“

Am dritten Tag der gewaltsamen Auseinandersetzungen gingen erneut bis zu 30.000 Demonstranten auf die Straße. Nachdem so gut wie alle Klöster und Pagoden innerhalb Ranguns abgeriegelt worden waren, gab es kaum noch Mönche unter den Demonstranten. Die meisten waren während der nächtlichen Durchsuchungen inhaftiert worden oder innerhalb der Mauern ihrer Klöster gefangen. Das Regime setzte neben Soldaten, der Polizei, Angehörigen der Regierungs-Organisation Union Solidarity and Development Association (Verband für Solidarität und Entwicklung, USDA) und Milizen (Swan Arrshin) nun auch ehemalige Häftlinge ein, um den Mob zu bekämpfen. Da die Gefängnisse die zu Tausenden Festgenommenen nicht mehr aufnehmen konnten, wurden sie in Internierungslager gebracht. Augenzeugen berichteten von ersten Auflösungserscheinungen der Regierungsmacht. Die lokalen Regierungsbüros seien geschlossen geblieben, die Beamten wären nicht zum Dienst erschienen oder hätten sich versteckt. Obwohl die staatlichen Schulen geöffnet waren, blieben die meisten Schüler dem Unterricht fern.
Am Vormittag brachen die komplette Internetverbindung sowie ein Großteil der Handy- und Telefonnetze zusammen. Dies gestaltete die weitere Berichterstattung als schwierig, da Informationen nur noch spärlich ins Ausland gelangten und nicht unabhängig voneinander überprüft werden konnten. Als Grund für die Unterbrechung gab die Behörde für Post und Telekommunikation den Bruch eines unterseeischen Kabels an. Nur etwa 1 % der Bevölkerung in Myanmar hatte direkten Zugang zum Internet und viele Webseiten internationaler Nachrichtenportale waren schon seit 2005 gesperrt, sodass die internationalen Medien zum Zeitpunkt der Unterbrechung mehr über die Geschehnisse innerhalb des Landes wussten, als die Birmanen selbst. Es wird daher vermutet, dass die Regierung die Netzwerke absichtlich heruntergefahren hat, um zu verhindern, dass Nachrichten, Bilder und Filme von den Protesten ins Ausland gelangten. Außerdem stellten mehrere private Zeitschriften aufgrund des Zensurdrucks und der Anordnung der Behörden, nach der sie regimefreundliche Propaganda gegen die Protestmärsche abdrucken müssen, ihre Verbreitung ein.
In Mandalay weigerten sich Soldaten, auf Protestierende und Mönche zu schießen. Selbst in den höheren Rängen sollen die Meinungen gespalten gewesen sein. Im Gegensatz zum Staatsoberhaupt Than Shwe habe sich das Lager um dessen direkten Vertreter, General Maung Aye, gegen die gewaltsame Niederschlagung der Demonstrationen ausgesprochen. Than Shwe soll die Truppen in Rangun am 27. September persönlich befehligt haben, da sich mehrere Militärkommandeure geweigert hätten, Gewalt gegen die Demonstranten zu befehlen.
Nach einem im japanischen Fernsehen ausgestrahlten Amateurvideo schien der am Vortag getötete japanische Journalist nicht von einem Querschläger getroffen worden zu sein. Im Bildmaterial ist zu sehen, wie Nagai am Rand der flüchtenden Menge vor der Sule-Pagode zu Boden stürzt. Ein Soldat steht in unmittelbarer Nähe und hält ein Maschinengewehr auf ihn gerichtet, während Schüsse zu hören sind. „Angesichts des Winkels seiner Waffe scheint dieser Soldat ihn zu erschießen“, sagte Koichi Ito, ein früheres Mitglied der japanischen Polizei, dem Privatsender, auf dem das Video veröffentlicht wurde.
Japan, das einer der größten Geldgeber Birmas auf humanitärem Gebiet ist, verlangte eine vollständige Aufklärung vom Regime. Der birmanische Außenminister Nyan Win äußerte in einem Gespräch mit seinem japanischen Amtskollegen Masahiko Kōmura am Rande der UN-Vollversammlung sein Bedauern und konterte, die Proteste seien „von ausländischen Elementen mit Blick auf die Vollversammlung organisiert worden“.

### Vorläufiger Ruhezustand in Rangun

#### 29. September
Am 29. September ließ die Regierung verlauten, der Volksaufstand sei gescheitert und es herrsche wieder Ruhe und Ordnung. In der Staatszeitung wurde die Bevölkerung darauf hingewiesen, nur auf Nachrichten aus gesicherter Quelle des Informationsministeriums zu vertrauen. Sender wie BBC und Voice of America wurden darin als Lügen verbreitend deklariert.
Bis zum Mittag wagten sich deutlich weniger Demonstranten als an den vorangegangenen Tagen auf die Straßen. In Rangun wurden nur noch kleine Gruppen beobachtet, die durch Militärs gewaltsam aufgelöst wurden. Als der UN-Sondergesandte Ibrahim Gambari in Rangun eintreffen sollte, schwoll die Anzahl von Protestierenden auf annähernd Zehntausend an, um sich kurz darauf wieder zu zerstreuen. Gambari flog jedoch sofort weiter in die neue Hauptstadt Naypyidaw.
Außerhalb von Rangun kam es dagegen zu größeren Ausschreitungen. In Pakokku, der Stadt, in der die Proteste ihren Anfang genommen hatten, demonstrierten für zwei Stunden Tausende Menschen, angeführt von einigen hundert Mönchen. Die Behörden hatten den Marsch angeblich toleriert, solange er friedlich blieb. Weitere Demonstrationen mit bis zu 30.000 Teilnehmern wurden aus den Städten Mandalay, Akjab und Kyaukpadaung gemeldet.
In der nordbirmanischen Stadt Myitkyina im Kachin-Staat gingen auf Druck der USDA mehr als 30.000 Menschen auf die Straße, um an einer Kundgebung für die vor kurzem vollendete Verfassung teilzunehmen. In der Gemeinde Taung Tha in der Mandalay-Division kam es zu einer ähnlichen Veranstaltung. In den Massenkundgebungen wurden die jüngsten Proteste von Mönchen und Zivilisten von hochrangigen USDA-Mitgliedern scharf kritisiert.

#### 30. September

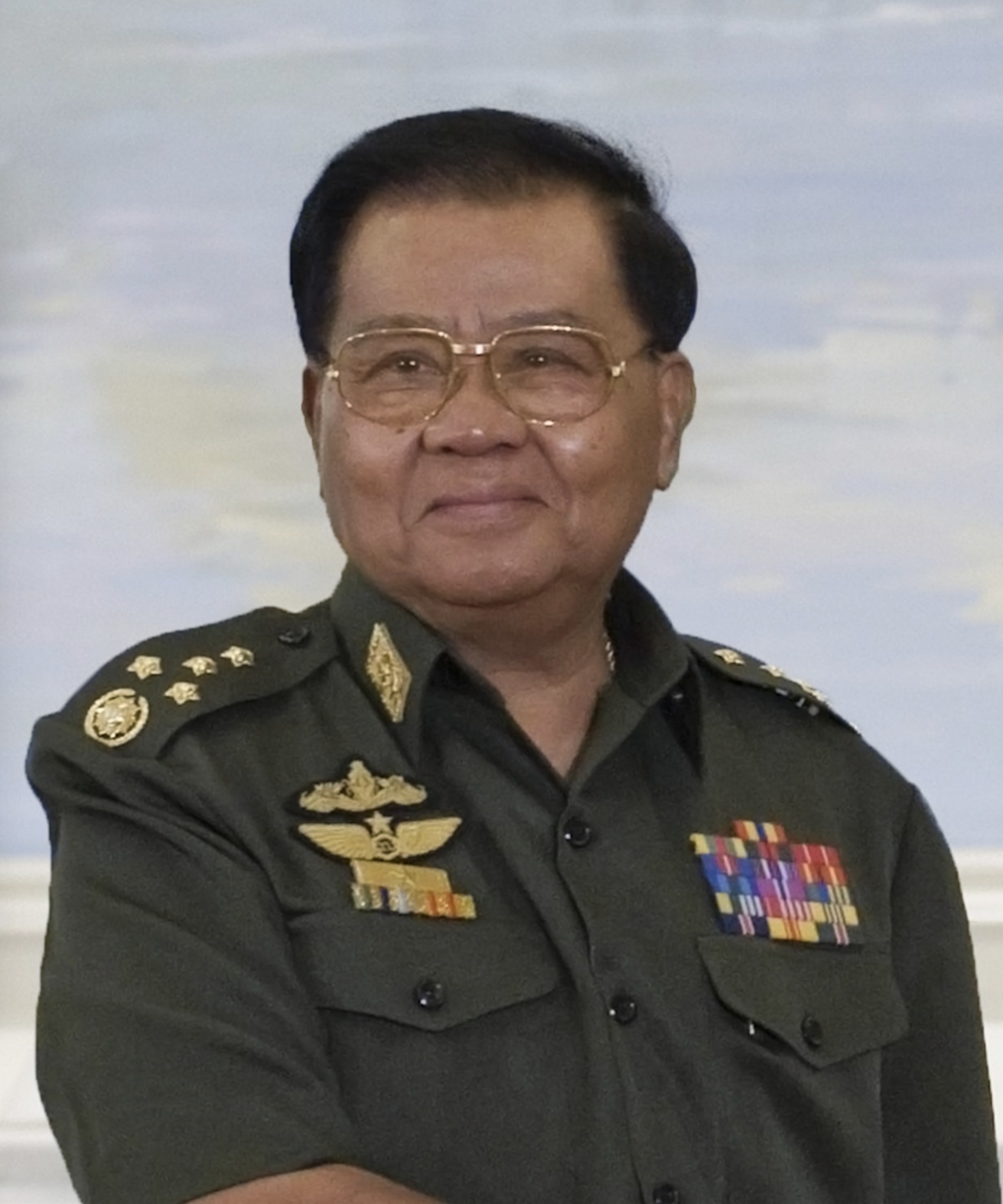
Staatschef Than Shwe, Oktober 2010.

Während das Ministerium für religiöse Angelegenheiten ein verwüstetes Kloster in der Umgebung wieder herrichten ließ, traf der UN-Sondergesandte Ibrahim Gambari am 30. September in einem staatlichen Gästehaus Ranguns mit der weiterhin unter Hausarrest stehenden Oppositionsführerin Aung San Suu Kyi zusammen. Zuvor hatte er in Naypyidaw mit dem Vertreter des Staatsoberhaupts, General Maung Aye, General Thura Shwe Mann und dem damals stellvertretenden Ministerpräsidenten Thein Sein gesprochen. Than Shwe blieb dem Treffen fern, ließ jedoch übermitteln, dass der Strategieplan zur Demokratie, der als nächste Schritte ein Referendum über die erarbeitete Verfassung und danach Wahlen vorsah, innerhalb von eineinhalb Jahren abgeschlossen sein werde.
Entgegen der von der Regierung verbreiteten Informationen von insgesamt zehn Toten ließen Berichte des ehemaligen Militärangehörigen Hla Win vermuten, dass bisher mehr als tausend Demonstranten getötet und hunderte Leichen von exekutierten Mönchen im Dschungel vergraben worden sein könnten. Hla Win, höchstes abtrünniges Juntamitglied und ehemaliger Leiter des Militärgeheimdienstes in Ranguns Norden, floh mit seinem Sohn in das Nachbarland Thailand, nachdem der Befehl erteilt worden sei, auf die Mönche zu schießen. „Ich bin Buddhist“, sagte er einem norwegischen Sender. „Ich will keine Mönche töten.“
Nach wie vor wurden in Rangun Überfälle, Durchsuchungen und Verhaftungen in Klöstern und Privatwohnungen vorgenommen. Im Internetblog des Exil-Birmanen Ko Htike beschrieb ein Augenzeuge den Überfall des Militärs auf das Ngwe-Kyar-Yan-Kloster in Rangun:

“A troop of lone-tein (riot police comprised of paid thugs) protected by the military trucks, raided the monastery with 200 studying monks. They systematically ordered all the monks to line up and banged and crushed each one’s head against the brick wall of the monastery. One by one, the peaceful, non resisting monks, fell to the ground, screaming in pain. Then, they tore off the red robes and threw them all in the military trucks (like rice bags) and took the bodies away. The head monk of the monastery, was tied up in the middle of the monastery, tortured, bludgeoned, and later died the same day, today. Tens of thousands of people gathered outside the monastery, warded off by troops with bayoneted rifles, unable to help their helpless monks being slaughtered inside the monastery. Their every try to forge ahead was met with the bayonets.When all is done, only 10 out of 200 remained alive, hiding in the monastery. Blood stained everywhere on the walls and floors of the monastery.”

„Ein Trupp von bezahlten Schlägern […] überfiel das Kloster, in dem 200 Mönche ihren Studien nachgingen. Systematisch forderten sie alle Mönche auf, sich in einer Reihe aufzustellen, und dann schlugen sie ihre Köpfe an die Backsteinwand des Klosters, bis sie zermalmt waren. Einer nach dem anderen […] fiel, vor Schmerzen schreiend, zu Boden. Dann rissen sie ihnen die Roben vom Leib, warfen sie alle zusammen wie Reissäcke auf die Militär-Lastwagen und brachten sie weg. Den Vorsteher hängten sie in der Mitte des Klosters auf, verprügelten und misshandelten ihn. Er starb noch am selben Tag. Zehntausende sammelten sich außerhalb des Klosters, von Truppen […] zurückgedrängt, unfähig, ihren hilflosen Mönchen zu helfen, während diese drinnen abgeschlachtet wurden. Als alles vorbei war, waren von 200 noch zehn übrig, die sich innerhalb des Klosters versteckt hielten. Überall an den Wänden und auf dem Boden war Blut.“

#### 1. Oktober
Nachdem die Proteste nahezu zum Erliegen gekommen waren, wurden die Sperren in Ranguns Hauptstraßen und rund um die Pagoden entfernt. Jedoch blieben weiterhin Soldaten an vielen Straßenecken und Schlüsselpositionen postiert, um Ansammlungen von Demonstranten zu verhindern. Passanten wurden nach Kameras durchsucht, mit denen möglicherweise Bilder von den Ausschreitungen aufgenommen und ins Ausland geschmuggelt werden konnten. Die Internetverbindungen blieben weiterhin gekappt.
Von öffentlichen Protestkundgebungen abgehalten, übten sich die Bewohner Ranguns nun in stillem Protest. Im Rahmen der Lichter-aus-Kampagne boykottierten sie die inländischen Medien, um ihre Unzufriedenheit auszudrücken. Um 20:00 Uhr schalteten sie für eine Viertelstunde die Beleuchtung und das Fernsehen ab. Um diese Zeit beginnt die einstündige Nachrichtensendung des staatlichen Fernsehens, das für gewöhnlich Propaganda für die Junta verbreitet.
Etwa die Hälfte der Geschäfte in Rangun hatte geöffnet, ihre Kunden waren jedoch im Vergleich zur Militärpräsenz eine Minderheit. Nur wenige Mönche waren in der Öffentlichkeit zu sehen. Dreitausend bis viertausend waren im Zuge der Überfälle auf ihre Klöster in behelfsmäßige Gefängnisse am Stadtrand gebracht worden. Berichten zufolge befanden sich einige im Hungerstreik. Außerdem sollen einem Großteil die Roben und somit der religiöse Status entzogen worden sein.
Der UN-Sondergesandte Ibrahim Gambari musste weiter auf ein Treffen mit Staatschef Than Shwe warten. Dieses wurde durch Drängen Chinas auf den 2. Oktober datiert. Gambari reiste derweil in den Shan-Staat, um an einem Seminar über die Beziehungen zwischen der Europäischen Union und Südostasien teilzunehmen. Während dieses Aufenthalts nahm er für kurze Zeit an einer Propaganda-Veranstaltung der Militärjunta für die Unterstützung des Strategieplans zur Demokratie teil.

#### 2. Oktober
Nach dreitägigem Warten wurde Ibrahim Gambari von Machthaber Than Shwe und einigen weiteren hochrangigen Juntamitgliedern empfangen. Über die Ergebnisse der Unterredung in der Hauptstadt Naypyidaw wurde zunächst nichts bekannt. Bevor Gambari das Land in Richtung Singapur verließ, traf er ein zweites Mal Aung San Suu Kyi zu einem viertelstündigen Gespräch. Auf der UN-Vollversammlung machte der birmanische Außenminister Nyan Win „politische Opportunisten“, die von „mächtigen Ländern unterstützt“ würden, für die Eskalation der Vorgänge verantwortlich. Die von den Mönchen angeführten Demonstranten bezeichnete er als „provozierenden Pöbel“. Das Regime habe „äußerste Zurückhaltung“ geübt.
Der Menschenrechtsrat der Vereinten Nationen verabschiedete eine Resolution, in der die Junta aufgefordert wurde, von Gewalt abzusehen und die Beschränkungen für friedliche Demonstranten aufzuheben. Weitere Staaten und Staatenbündnisse weltweit meldeten ihre Inakzeptanz gegenüber der Vorgehensweise der Militärregierung Myanmars an.
Unbestätigten Meldungen zufolge soll Than Shwes Familie das Land bereits am 27. September verlassen haben. Der Aufenthaltsort blieb jedoch ungewiss. Die Angaben reichen von Laos über Singapur bis nach Dubai. Der Geschäftsmann Tay Za (auch Teza), ein enger Freund der Familie Than Shwes und einer der reichsten Männer Myanmars, sei ebenfalls außer Landes, berichteten Medien. Er hatte am 28. September sein Unternehmen Htoo Trading für zwei Monate schließen und den Angestellten das Gehalt im Voraus auszahlen lassen.
Die nächtlichen Ausgangssperren in Rangun und Mandalay wurden auf die Zeit zwischen 22:00 und 4:00 Uhr verkürzt.

### Beginn der gezielten Verhaftungen

#### 3. Oktober
Am 3. Oktober 2007  herrschte in Rangun gespannte Ruhe. Die Militärpolizei fuhr mit Lautsprecherwagen durch die Stadt und drohte: „Wir haben Fotos, wir werden Verhaftungen vornehmen“. Nach Beginn der Ausgangssperre führte das Militär im Schutze der Nacht Hausdurchsuchungen durch. Menschen wurden aus den Häusern geholt und auf Lastwagen fortgeschafft. Eine einheimische Mitarbeiterin des Entwicklungsprogramms der Vereinten Nationen (United Nations Development Programme – UNDP) wurde ebenfalls mitsamt Familienangehörigen festgenommen. Westliche Medien vermuteten hinter dem Vorgehen Taktik: „[Die Regierung] ließ das Internet lange genug offen, um [ihren] eigenen Internetdetektiven zu erlauben, die Bilder und Aufnahmen der Straßenproteste herunterzuladen und die Demonstranten zu identifizieren.“
Etwa 80 Mönche und 150 Nonnen wurden derweil wieder freigelassen. Man habe sie nicht körperlich gefoltert, sie hätten allerdings ihre Roben gegen zivile Kleidung tauschen müssen, was einer Exkommunikation gleichkommt. Anwohner in Rangun berichteten von zahllosen Mönchen, die aus der Großstadt aufs Land flüchteten. Die Agentur AFP veröffentlichte Berichte, nach denen bereits 150.000 Birmanen Zuflucht in Thailands Flüchtlingslagern gesucht hätten.
Japan gab bekannt, dass es die gerichtliche Verfolgung der für die Ermordung des Fotojournalisten Kenji Nagai Verantwortlichen in Erwägung ziehe. Der stellvertretende Außenminister Yabunaka hatte in Naypyidaw gegen den Vorfall Protest eingelegt und eine umfassende Aufklärung des Vorfalls verlangt. Japan hatte in Anbetracht gezogen, geplante humanitäre Unterstützung in Myanmar einzustellen, berichtete eine japanische Zeitung. Außerdem überlegte man, einige laufende Hilfsprogramme zu beenden.

#### 4. Oktober
Der Leichnam des getöteten Kenji Nagai wurde nach Tokio überführt und sollte nun obduziert werden. Die Nachrichtenagentur APF News, für die Nagai gearbeitet hatte, verlangte vom Militärregime Myanmars die Herausgabe der Kamera, mit der Nagai bis zum letzten Moment gefilmt hatte. Bislang war nur eine Ersatzkamera übergeben worden.
Während der Verhandlungen mit Ibrahim Gambari und mit der Aussicht auf die bevorstehende Behandlung der Vorfälle vor dem Weltsicherheitsrat hatte sich die Militärjunta überraschend zum Dialog mit Oppositionsführerin Aung San Suu Kyi bereit erklärt. Sollte sie die Aufrufe nach „Konfrontation, totaler Zerstörung, ökonomischen Sanktionen und alle[r] anderen Sanktionen“ aufgeben, sei General Than Shwe bereit, ein persönliches Gespräch mit ihr zu führen, berichteten staatliche Medien. Dass die Junta überhaupt ein Treffen mit der Friedensnobelpreisträgerin in Erwägung zog, wurde von Beobachtern als Zeichen von Flexibilität gewertet. UN-Generalsekretär Ban Ki Moon erklärte unterdessen, die Mission seines Gesandten könne „sicherlich nicht als Erfolg gewertet werden“.
Die staatlichen Medien Myanmars räumten ein, dass seit dem 25. September insgesamt 2.093 Menschen festgenommen und 692 wieder auf freien Fuß gesetzt worden seien. Darunter war auch die UNDP-Mitarbeiterin Mynt Ngwe Mon, die am Vortag festgenommen worden war. BBC stützte sich auf den Bericht eines freigelassenen Häftlings und sprach von 6.000 bis 10.000 Menschen, die in den vergangenen Tagen festgenommen und verhört worden sein sollen. US-Diplomaten berichteten, sie hätten fünfzehn Klöster aufgesucht, und alle seien menschenleer, andere verbarrikadiert und von Soldaten bewacht gewesen. In Mandalay wurden fünfzig Studenten wegen ihrer Beteiligung an Protestmärschen zu fünf Jahren schweren Arbeitslagers verurteilt.

#### 5. Oktober
Erstmals seit acht Tagen hatten die Menschen in Myanmar wieder Zugang zum Internet. Die Internetverbindungen wurden jedoch mit Ende der Ausgangssperre wieder getrennt. Da die meisten Einwohner auf Internetcafés angewiesen sind, blieb ihnen so der Zugang zum Internet weiterhin verwehrt. Sicherheitskräfte in Rangun versuchten, Computer verschiedener in der Stadt ansässiger UN-Behörden zu durchsuchen. Die UN-Mitarbeiter verlangten jedoch ein schriftliches Ersuchen an den zuständigen Koordinator. Als dieses eintraf, war nur noch davon die Rede, die Lizenzen für die Satellitentelefone überprüfen zu wollen. Zum Schutz vor Übergriffen auf Anführer der Proteste hatten die UN-Mitarbeiter zwischenzeitlich die Daten auf den Festplatten gelöscht.
Das Staatsfernsehen strahlte erstmals seit Jahren wieder Bilder von Aung San Suu Kyi aus. Sie wurde in der Berichterstattung über das Treffen mit Ibrahim Gambari darüber hinaus auffälligerweise mit der höflichen Anrede Daw genannt. In der Vergangenheit hatte die Staatspropaganda sogar den Namensbestandteil Aung San weggelassen, um ihre Verbindung zu ihrem Vater Bogyoke Aung San herunterzuspielen. Aung San wird in Myanmar als Volksheld gefeierten, da er maßgeblich dazu beigetragen hatte, das Land 1948 aus der britischen Herrschaft zu führen. Die Oppositionspartei Nationale Liga für Demokratie hatte das Gesprächsangebot der Juntaführung an Aung San Suu Kyi mit Blick auf die gestellten Bedingungen zunächst abgelehnt. Überraschenderweise erhielt auch die höchste diplomatische Vertreterin der USA in Myanmar eine Einladung zum Gespräch. Shari Villarosa hatte die gewaltsame Niederschlagung der Demokratiebewegung lautstark kritisiert.
In New York informierte Ibrahim Gambari den Weltsicherheitsrat über seine Mission. Gambari forderte die Freilassung aller politischen Gefangenen und sprach seine Besorgnis über die Lage in Myanmar aus.

“Of great concern to the United Nations and the international community are the continuing and disturbing reports of abuses being committed by security and non-uniformed elements, particularly at night during curfew, including raids on private homes, beatings, arbitrary arrests, and disappearances.”

„Was für die Vereinten Nationen und die internationale Gemeinschaft von besonderem Belang ist, sind die anhaltenden und beunruhigenden Berichte über Misshandlungen, die von Sicherheitskräften und nicht uniformierten Elementen ausgeübt werden, insbesondere während der nächtlichen Ausgangssperre. Dies schließt Überfälle auf private Wohnungen, Prügel, willkürliche Festnahmen und verschwundene Personen mit ein.“

Die Forderung der USA nach Sanktionen für die führenden Juntamitglieder vor den Vereinten Nationen wurde erneut von China abgelehnt, das vehement Veto dagegen einlegte. Die Vorgänge in Myanmar seien eine interne Angelegenheit und stellten demnach keine Gefahr für den internationalen Frieden dar, argumentierte Chinas Botschafter Wang Guangya. Druck würde nicht helfen, das Problem zu richten, sondern könne stattdessen zu Misstrauen und Konfrontation führen.
Myanmar selbst warnte die Vereinten Nationen vor zu schnellem Eingreifen, welches das Ansehen der Regierung beschädigen könnte, das sie zum Entschärfen der Krise benötige. Myanmars Botschafter Kyaw Tint Swe versicherte, dass bereits viele der Verhafteten wieder freigelassen worden sind. So seien zum damaligen Zeitpunkt bereits 2.095 Menschen, davon 728 Mönche, entlassen worden. Kyaw Tint Swe kündigte weitere Freilassungen an.
So blieb es vorerst bei einem Aufruf zum verstärkten Bestreben in Richtung Demokratie und Respekt gegenüber den Menschheitsrechten für die Militärregierung durch Generalsekretär Ban Ki-moon. Außerdem solle die Junta bedingungslose Gespräche mit Aung San Suu Kyi eröffnen und ihren Hausarrest lockern. Die westlichen Diplomaten gaben an, eine Erklärung zu entwerfen, der der gesamte Rat zustimmen könne. Gambari kündigte eine neue Mission nach Myanmar noch vor Mitte November an.

#### 7. und 8. Oktober
Nach einem Bericht der britischen Zeitung Sunday Times vom 7. Oktober 2007 soll das Regime seit dem 28. September Leichenverbrennungen in einem Krematorium Ranguns durchgeführt haben. Die Sunday Times stützte sich dabei auf Berichte von Anwohnern. Sämtliche öffentliche Krankenhäuser sollen angewiesen worden sein, keine Verletzten zu behandeln. Ebenso weigerte sich die Regierung, dem Internationalen Komitee vom Roten Kreuz Zugang in die Gefängnislager zu gewähren, um den gesundheitlichen Zustand der Häftlinge zu überprüfen. Offensichtlich wurde durch diese Maßnahmen versucht, eine Ermittlung der genauen Opfer- und Inhaftiertenzahlen nicht möglich zu machen.
Die nächtlichen Razzien gingen weiter. In der Ausgabe der The New Light of Myanmar vom 7. Oktober berichtete die Zeitung erstmals ausführlich über die Überfälle auf Klöster. Demnach sollen insgesamt achtzehn Klöster durchsucht worden sein, in denen sich hohe Geistliche aufgehalten hätten, die die Unruhen angeführt, verursacht, unterstützt oder daran teilgenommen haben sollen. Die Zeitung schreibt weiter, die Sicherheitskräfte hätten während der Razzien nicht zwischen Mönchen, Novizen und „Schwindlern“ unterscheiden können, sodass 513 Mönche, ein Novize, 167 Männer und 30 Frauen in Untersuchungshaft genommen worden sind. Davon seien aber bis zum 5. Oktober 404 Mönche, der Novize, 158 Männer und alle Frauen für unschuldig erklärt und wieder freigelassen worden. Die Zeitung schrieb weiter, dass in einigen Klöstern zahlreiche Beweise für schwere Vergehen gegen die buddhistischen Ordensregeln gefunden worden seien. Unter anderem wurden 42 VCDs und andere Medien mit pornographischem Inhalt, Bildnisse von Frauen, Kondome, Frauen- und Männerbekleidung, Liebesbriefe, Wertgegenstände wie Uhren und Handys, Kreditverträge, mehrere Flaschen Alkohol, verschiedenste Waffen (darunter eine geladene Pistole, Schwerter, Nunchakus, eine Axt, Holz- und Eisenstangen und dreizehn Schleudern), Wettlisten, Dokumente über illegale Lotterien, drei Kartenspielsets, ein regierungsfeindlicher Gedichtband sowie ein Tagebuch, Aufzeichnungen von Reden der Nationalen Liga für Demokratie, ein Abzeichen mit dem kämpfenden Pfau, Einladungskarten von Studentengruppen der 88-Generation für Robenspenden, ein Nazi-Stirnband und zwei USA-Stirnbänder gelistet. Darüber hinaus sei entdeckt worden, dass in manchen Klöstern Frauen in Gebäuden schliefen, in denen auch Mönche lebten. Die Enthüllung dieser Umstände beschrieb das Staatsblatt als „bedauerlich“. „Mönche müssen den Vinayapitaka-Regeln des Buddha, den Regeln, Verordnungen und Anweisungen, die das Staate Sangha Maya Nayaka Committee herausgibt und den staatlichen Gesetzen folgen. Falls sie gegen irgendeine dieser Vorschriften verstoßen, können Maßnahmen gegen sie ergriffen werden.“, so die staatliche Zeitung „The New Light of Myanmar“.
Gleichzeitig übte das Regime Wiedergutmachung. In einem Leitartikel des Blatts The New Light of Myanmar einen Tag später wurde von großzügigen Geld- und Warenspenden des Militärs an Geistliche im geschätzten Wert von 1.140.000 € (Stand: November 2010) berichtet. Ursprünglich hatten die protestierenden Mönche angekündigt, von Militärangehörigen keine Spenden mehr entgegennehmen zu wollen. Nach wie vor gingen viele Mönche und Nonnen zwischenzeitlich in den Untergrund und versteckten sich in den Wohnungen von Bekannten.

#### 9. und 10. Oktober
Die staatliche Presse gab am 9. Oktober die Ernennung eines Verbindungsoffiziers für den Kontakt zu Aung San Suu Kyi bekannt. „Aus Respekt gegenüber Ibrahim A. Gambaris Empfehlung und mit Blick auf die reibungslose Beziehung zu Daw Aung San Suu Kyi, wurde dem Stellvertretenden Arbeitsminister U Aung Kyi die Aufgabe als Beziehungsminister übertragen“, hieß es. Die Oppositionspartei Nationale Liga für Demokratie äußerte sich verhalten optimistisch. Das Regime zeige etwas Pragmatismus. Nach Einschätzung eines Beamten der Internationalen Arbeitsorganisation in Rangun hatte sich der Ex-General bereits in der Vergangenheit bei der Beilegung von schwierigen Situationen bewährt.
Die Untergrundorganisation All Burma Monks’ Alliance, die sich am 12. September erstmals zu Wort gemeldet hatte, drohte China mit dem Boykott der Olympischen Spiele. Wenn sich China einer Verurteilung Myanmars im Weltsicherheitsrat weiterhin widersetze, werde die Gruppierung die Mönche in aller Welt zu einer Olympiaboykott-Kampagne aufrufen.
Fünf Generäle und mehr als 400 Soldaten wurden wegen ihrer Weigerung, auf Demonstranten zu schießen, festgenommen. Während die gezielten Verhaftungen unvermindert weitergingen, wurde bekannt, dass ein Mitglied der Oppositionspartei Nationale Liga für Demokratie beim Verhör ums Leben gekommen war. Der 42-jährige Ko Win Shwe war am 26. September in der Nähe von Mandalay festgenommen worden. Die Behörden haben seine Familie am 9. Oktober über sein Ableben informiert und mitgeteilt, dass der Leichnam bereits eingeäschert worden sei. Immer mehr Augenzeugen berichteten von den menschenunwürdigen Zuständen und Folterungen in den Internierungslagern und Gefängnissen.
Die Unruhen und ihre gewaltsame Niederschlagung brachten Myanmars Tourismusbranche an den Rand des Erliegens. Ihren Beitrag dazu leistete die Junta selbst, indem sie ihre Botschaften angewiesen hatte, Visumanträge zurückzuweisen, vermutlich aus Angst vor der Einreise von Journalisten. Die Übernachtungszahlen und Flugbuchungen von Touristen und Geschäftsleuten gingen dramatisch zurück, Hotels senkten ihre Preise um bis zu 80 %, um die Zimmer zu füllen. Flüge nach Mandalay oder Rangun mussten aufgrund der Ausgangssperre gestrichen werden, viele Fluggesellschaften stellten ihre Flüge in das Land komplett ein. Die staatliche Myanmar Airways International stellte den Betrieb auf den Strecken nach Thailand und Malaysia ein, nachdem der englische Versicherer die Deckungszusage für die insgesamt drei Maschinen angesichts der instabilen Verhältnisse ausgesetzt hatte. Das Auswärtige Amt in Deutschland hatte – wie auch andere westliche Regierungen – von nicht unbedingt erforderlichen Reisen abgeraten.
Fraglich blieb, ob die Aufrufe von Regierungskritikern an Urlauber, nicht in das Land einzureisen, sinnvoll waren. Ein Fluggesellschafter aus Bangkok berichtete, der Wegfall des Tourismus würde allein die Bevölkerung treffen. Myanmar erwirtschafte sein Geld aus den natürlichen Ressourcen des Landes. Laut dem World Travel & Tourism Council (Weltreise- und Tourismusrat) in London hingen damals rund 1,3 Millionen Arbeitsplätze (6 % aller Beschäftigungen im Land) von der Tourismusbranche ab.
Das Internet war inzwischen wieder während der Tagesstunden zugänglich, auch wenn die Verbindung instabil blieb.

#### 11. – 30. Oktober
Der Weltsicherheitsrat gab auf Druck der ständigen Mitglieder Russland und China am 11. Oktober lediglich eine abgemilderte Erklärung zur Niederschlagung der Protestbewegung ab. Demnach „bedauerte“ der Sicherheitsrat den Einsatz von Gewalt gegen friedliche Demonstranten sehr. Eine Verurteilung wurde nicht ausgesprochen. Das Gremium appellierte erneut an die Junta, alle politischen Gefangenen freizulassen. Die Militärregierung in Myanmar bedauerte die Erklärung ebenfalls und wies abermals darauf hin, dass die Aufstände weder den „regionalen und internationalen Frieden noch die Sicherheit beeinträchtigt“ hätten. In einer Stellungnahme im Staatsfernsehen ließ die Junta verlauten: „Die Aufrechterhaltung guter Beziehungen mit den Ländern in der Region und in der ganzen Welt, genauso wie das Angebot zur vollständigen Kooperation mit den Vereinten Nationen ist die Außenpolitik von Birma“. Nichtsdestotrotz wolle man sich nicht von ausländischen Mächten beeinflussen lassen.
Nachdem das Regime bereits seit Tagen Massendemonstrationen organisierte, um die Unterstützung für seinen Strategieplan zur Demokratie zu belegen, wagte es am 12. Oktober erstmals, eine solche Demonstration in Rangun auszurichten. Die Demonstranten mussten sich mit den Machthabern solidarisch erklären und die Opposition verleumden. Nach offiziellen Angaben haben 120.000 Menschen an der Veranstaltung teilgenommen. Allerdings wurden nach Augenzeugenberichten viele mittelbar oder unmittelbar zur Teilnahme gezwungen oder mit Geld gelockt. Am selben Tag starb der seit längerem schwerkranke Ministerpräsident Soe Win an Leukämie. Sein Amt wurde auf seinen bisherigen Vertreter, Thein Sein, übertragen.
Ebenfalls am 12. Oktober inhaftierten Behörden drei der letzten noch in Freiheit befindlichen Anführer der Demokratiebewegung von Mitte August, Thin Thin Aye, Aung Htoo sowie Htay Kywe, der schon beim Aufstand im Jahr 1988 eine herausragende Rolle gespielt hatte.
Unter dem Titel Versuche, freundschaftliche Bindungen zu schädigen äußerte sich das Staatsblatt The New Light of Myanmar in seiner Ausgabe vom 15. Oktober ausführlich zur Tötung des japanischen Journalisten Kenji Nagai. Demnach hatte Nagai das Pech, als Asiat unter Asiaten nicht als Ausländer erkannt worden zu sein. Und da er in vorderster Front agiert habe, habe das Sicherheitspersonal keine andere Wahl gehabt, als ihn ins Visier zu nehmen. Außerdem habe er Mitschuld an seinem Tod, da er sich als Tourist ins Land eingeschlichen habe, wobei er sich in Wahrheit „unehrenhaft“ als Journalist betätigt habe. Hätte er sich um ein Visum als Journalist beworben, sei ihm die Unterstützung der Regierung sicher gewesen. Der Bericht dementierte die Meldungen anderer Nachrichtenagenturen im Ausland, nach denen Nagai absichtlich getötet worden sein soll.
Der Schauspieler Zarganar, der wegen seiner Unterstützung der protestierenden Mönche am 25. September festgenommen worden war, wurde am 17. Oktober wieder aus dem Gefängnis entlassen; ebenso sein Kollege Kyaw Thu. Letzterer war am 11. Oktober verhaftet worden, nachdem es zunächst Gerüchte gegeben hatte, er habe sich nach Thailand abgesetzt.
Das Internet war ab dem 14. Oktober wieder zugänglich. Allerdings seien Internetcafés zu strengeren Kontrollen angewiesen worden, um Gesetzesverstöße weiterhin zu dezimieren. Weiterhin wurden am 15. Oktober die Ausgangssperren in Rangun und Mandalay auf die Zeit zwischen 23:00 und 3:00 Uhr verkürzt und am 20. Oktober komplett aufgehoben. Auch das Versammlungsverbot für Gruppen von mehr als fünf Personen aufgehoben.

### Erneute Demonstrationszüge von Mönchen
Erstmals nach der gewaltsamen Niederschlagung der Demonstrationen gingen am 31. Oktober in Pakokku, wo die Unruhen ihren Anfang genommen hatten, wieder etwa zwischen 100 und 200 Mönche auf die Straße. Sie sollen gesungen und gebetet, jedoch keine offenkundig politischen Aussagen gemacht haben. Die Sicherheitskräfte hielten sich diesmal zurück, bestellten jedoch am folgenden Tag die Verantwortlichen von fünf Klöstern ein und legten ihnen nahe, keine weiteren Protestmärsche zu organisieren. Die Mönche kündigten an, es werde weiterhin Fortsetzungen der Proteste geben, solange die Regierung den Forderungen nach gesenkten Warenpreisen, nationaler Aussöhnung und der Freilassung politischer Gefangener nicht nachkomme. In der Folge wurde der Internetzugang am nächsten Tag erneut unterbrochen, offiziell wegen technischer Probleme. Er wurde am 3. November wiederhergestellt, allerdings im „Schneckentempo“.

## Internationale Reaktionen

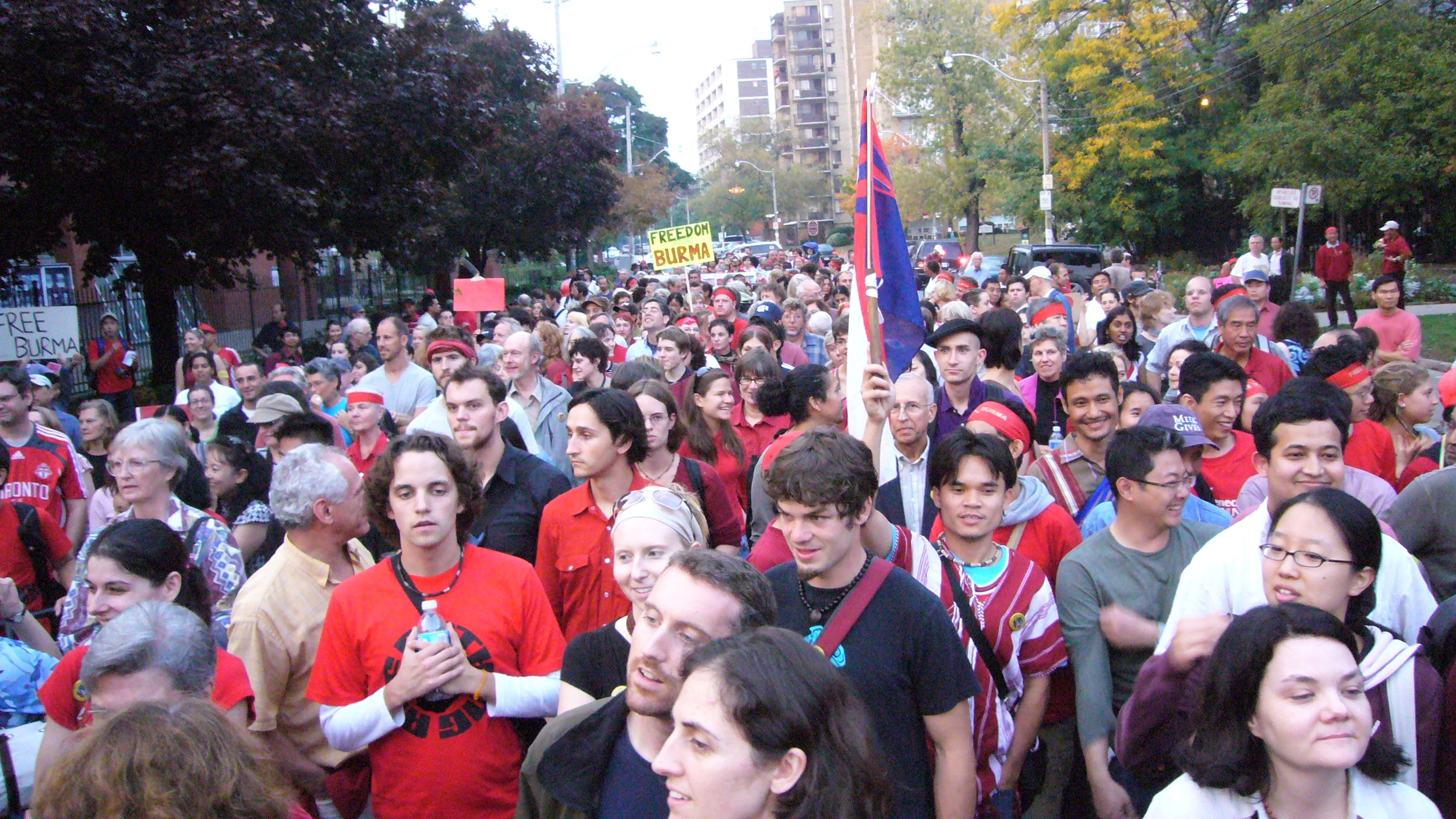
Ein Marsch für die Freiheit Myanmars am 6. Oktober 2007 in Toronto, Kanada.

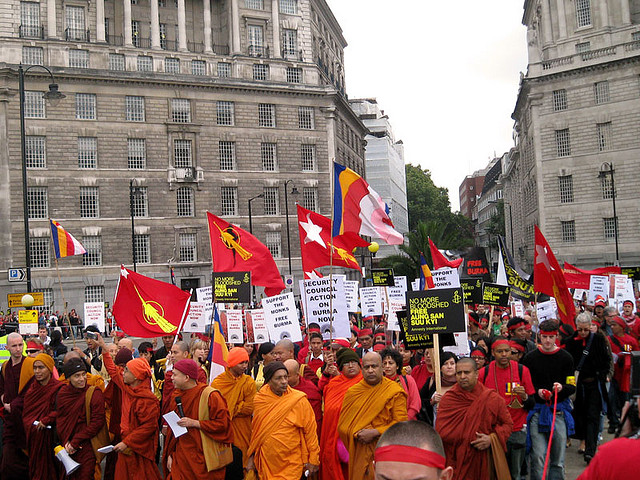
Eine Kundgebung am 9. Oktober 2007 in London.

Mit Bekanntwerden der blutigen Niederschlagung riefen mehrere Staaten die birmanischen Regierung augenblicklich auf, keine Gewalt gegen die Protestierenden anzuwenden. China und Russland verhinderten im Weltsicherheitsrat zwar Sanktionen gegen das Militärregime, jedoch rief China am 27. September alle Parteien im Lande zur Besonnenheit auf. Angesichts seiner üblichen Politik der Nichteinmischung wurde bereits diese Äußerung positiv bewertet.
Die ASEAN-Staatengemeinschaft äußerte am Rande der UN-Vollversammlung am 27. September ihre 'Abscheu’ vor dem Vorgehen des Regimes.
Indien, das sich dem Regime gegenüber bislang eher zurückhaltend verhalten hatte, forderte am 2. Oktober am Rande einer Sitzung des Menschenrechtsrats der Vereinten Nationen die Freilassung von Aung San Suu Kyi. „Die Regierung Indiens denkt, dass die Freilassung von Aung San Suu Kyi hilfreich hinsichtlich des Prozesses der Demokratisierung sein wird und dass sie an der Entstehung Myanmars als demokratischem Staat mitwirken kann“, äußerte sich Indiens Außenministerium in einer Pressemeldung. Es war das erste Mal seit den frühen 1990ern, dass Indien an Myanmar appellierte.
Frankreich erklärte am 2. Oktober 2007, es unterstütze Sanktionen gegen die Militärjunta, relativierte diese Aussage jedoch gleich wieder. Sanktionen würden keine sofortige Wirkung erzielen. Grund für die zögerliche Haltung könnte sein, dass der französische Ölkonzern Total seit 1992 in Myanmar tätig und einer der Marktführer vor Ort ist. Total würde von Sanktionen keinesfalls verschont, falls Paris diese ergreife, räumte Außenminister und ehemaliger Berater des Konzerns Bernard Kouchner ein. Bereits am 26. September hatte Frankreichs Staatspräsident Nicolas Sarkozy medienwirksam den Premierminister der Exilregierung National Coalition Government of the Union of Burma (deutsch: Nationale Koalitionsregierung der Union Burma), Dr. Sein Win, empfangen und internationale Konzerne dazu aufgefordert, keine neuen Investitionen mehr in Myanmar vorzunehmen.
Der deutsche Bundestag verurteilte in einem von dem CDU-Abgeordneten Holger Haibach initiierten und am 10. Oktober 2007 beschlossenen interfraktionellen Antrag das Vorgehen der Junta und forderte eine Verschärfung der Sanktionen gegen die Militärmachthaber.
Die Staaten der Europäischen Union haben sich in einer Sitzung des Rats der Außenminister am 15. Oktober 2007 grundsätzlich auf eine Verschärfung der Sanktionen gegen Myanmar geeinigt. Am 19. November erneuerte und ergänzte sie die zum Teil seit 1996 bestehenden EU-Sanktionen gegenüber hochrangigen Juntamitgliedern und Unternehmen.
Nach mehreren Wochen des Zögerns entschloss sich Japan, dem Beispiel der EU-Staaten zu folgen und ein Zeichen zu setzen. Am 16. Oktober strich Japans Regierung eine millionenschwere Unterstützungszahlung, die für die Errichtung eines Ausbildungszentrums an der Ranguner Universität im Gespräch gewesen war.
Die USA verschärften am 29. Oktober die Einreiseverbote für Militärangehörige und verfügten das Einfrieren der Vermögen von insgesamt 25 Militär- und 12 zivilen Personen, die in enger Beziehung zum Regime standen.
Die Proteste in Myanmar führten auch zu weltweiten Solidaritätskundgebungen. Am 4. Oktober 2007 wurde auf Initiative einiger Blogger die Aktion „Free Burma“ durchgeführt, um auf die Situation in Myanmar aufmerksam zu machen. Für den 6. Oktober rief Amnesty International zusammen mit anderen Menschenrechtsorganisationen zum globalen Aktionstag für Myanmar auf. In vielen Städten rund um den Erdball formierten sich an diesem Tag Protestkundgebungen gegen das Militärregime. Unter anderem bekundeten hunderte Menschen in Melbourne, Kuala Lumpur und Bangkok ihre Anteilnahme am Schicksal der Menschen in Myanmar, gleichzeitig aber auch ihren Unwillen, Chinas Haltung im UN-Sicherheitsrat zu akzeptieren. Für Österreich, Belgien, Großbritannien, Frankreich, Spanien, Irland, die Schweiz, Neuseeland, die USA und Kanada wurden ebenfalls Veranstaltungen geplant. Viele der Demonstranten trugen als symbolischen Vergleich zu den Roben der Mönche rote Kleidung oder Bänder um Arme und Kopf gebunden.

## Nachwirkungen

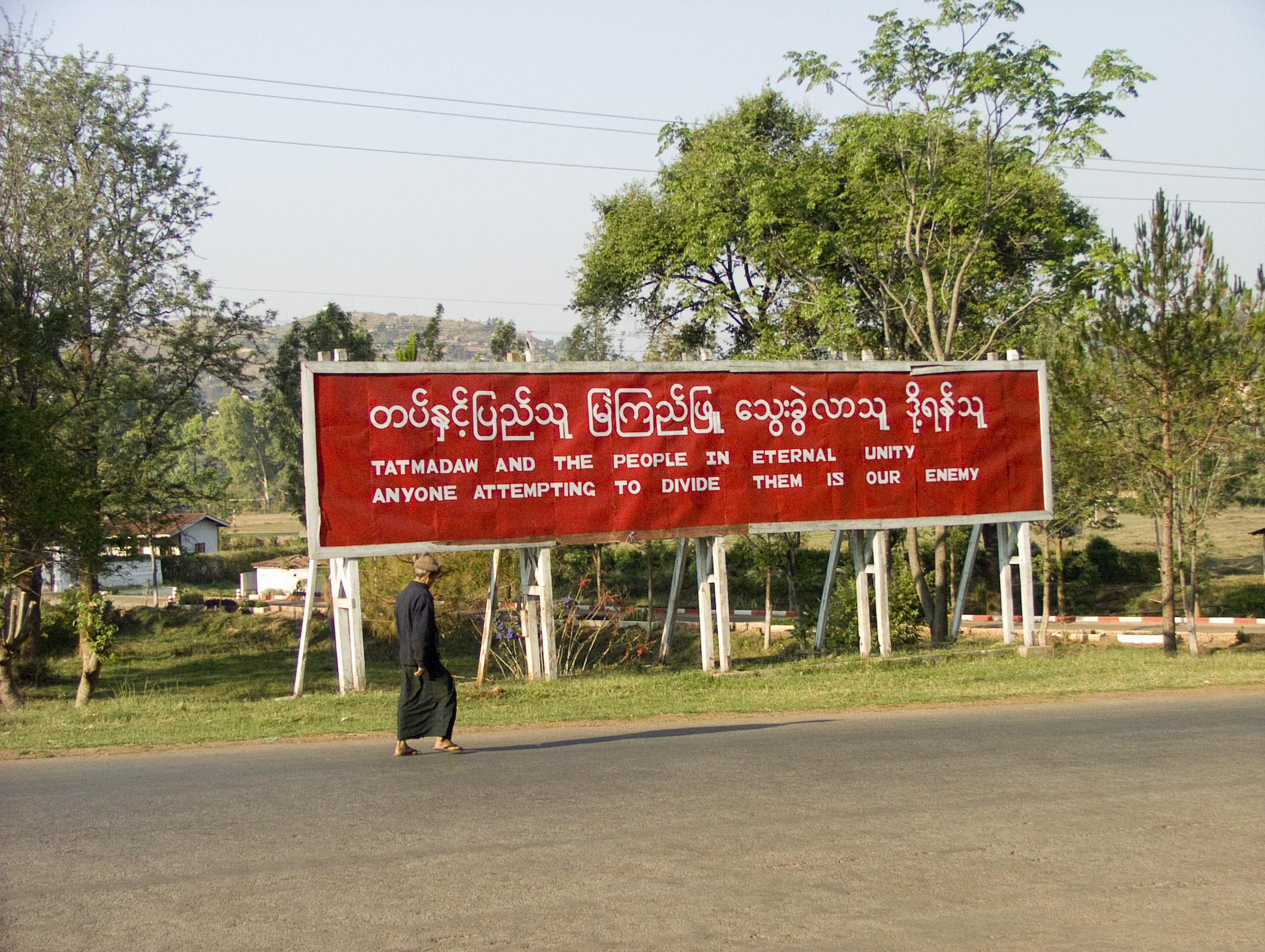
Ein Propagandaschild in Myanmar, 2008. „Tatmadaw (Myanmars Armee) und das Volk in ewiger Einheit. Jeder, der versucht sie zu trennen, ist unser Feind.“

Die landesweiten Aufstände von Mönchen, Schülern, Zivilisten und Studenten haben offenkundig nicht das bewirkt, für das die Menschen auf die Straße gegangen waren. Die ärmlichen Zustände innerhalb der Bevölkerung blieben bestehen, ebenso das harte Durchgreifen des Militärs. Die Regierung ließ in den staatlichen Medien weiterhin Propaganda verkünden. Darin hieß es unter anderem, das Volk lehne jegliche Art der Unruhen und Gewalt ab. Der Staatsrat für Frieden und Entwicklung sichere ihnen die gewünschte Stabilität und den Frieden zu, nach dem es sich sehne. Ausländische Nachrichtenagenturen hätten durch ihre Lügen den Unfrieden geschürt, sodass vor ihnen gewarnt wurde. Die Aufstände selbst seien durch in- und ausländische Saboteure und Neokolonialisten verübt worden. Zeitungen machten deutlich, dass die Bevölkerung selbst den größten Schaden an den Demonstrationen genommen habe. Laut Human Rights Watch, das im Dezember 2007 einen ausführlichen Bericht der Ereignisse auf Basis zahlreicher Zeugenaussagen veröffentlichte, seien zum Zeitpunkt der Herausgabe nach wie vor Überfälle und Besetzungen von Klöstern verübt worden. Viele der inhaftierten Mönche seien weiterhin nicht zurückgekehrt. Manche Klöster sollen sogar komplett geschlossen worden sein.
Internationaler Lichtblick blieben die von der Regierung angeregten Vermittlungsgespräche zwischen Aung San Suu Kyi und Beziehungsminister Aung Kyi. Diese endeten jedoch nach lediglich fünf Terminen Ende Januar 2008. Im Mai 2009 wurde Aung San Suu Kyi, wenige Tage vor Auslaufen ihres Hausarrestes, verhaftet und wegen der Beherbergung eines US-Amerikaners in ihrem Haus zu weiteren 18 Monaten Hausarrest verurteilt.
Am 7. November 2010 fanden im Rahmen des Strategieplans zur Demokratie seit 20 Jahren erstmals Parlamentswahlen in Myanmar statt. Ermittelt wurden die Vertreter für das Unterhaus, das Oberhaus und die Parlamente der Provinzen und Unionsstaaten. Allerdings kritisieren internationale Beobachter und Regierungsgegner, die Wahlen seien weder frei noch fair gewesen. Unter Arrest Stehende oder Inhaftierte wurden von ihrem aktiven und passiven Wahlrecht entbunden. Aung San Suu Kyi wurde auf Drängen der Regierung auch aus ihrer Partei Nationale Liga für Demokratie ausgeschlossen. Bereits sechs Tage nach den Parlamentswahlen wurde Aung San Suu Kyi am 13. November 2010 aus ihrem Hausarrest entlassen.
Am 23. Juli 2022 wurden Zayar Thaw und drei weitere Aktivisten der Demokratiebewegung durch die Militärregierung hingerichtet. Dies waren die ersten vollstreckten Todesurteile in Myanmar seit Jahrzehnten.

## Anmerkung zu den birmanischen Ortsnamen
Dieser Artikel verwendet die Ortsnamen so, wie sie in der deutschsprachigen Wikipedia als Lemma erscheinen. Wenn nicht weiter erläutert, sind dies die seit 1989 in Myanmar geltenden Begriffe. (→ siehe: Myanmars Landesname)